# Nick Tate
Nicholas John "Nick" Tate (Sydney, 1942. június 18. –) ausztrál televíziós, film- és szinkronszínész. A legismertebb szerepe Alan Carter főpilóta alakítása volt az Alfa holdbázis tudományos-fantasztikus sorozatban.

## Élete
1942-ben született John Tate és Neva Carr-Glyn színészek gyermekeként. A fiatal Nick korán megismerkedett a  színház világával, és fiatalon színész lett.
1964-ben lépett fel először ausztrál televíziós sorozatokban. Szülei válása után apját követte Angliába, ahol számos szerepet kapott brit televíziós alkotásokban is. 1975 és 1977 között Alan Carter főpilótát alakította az Alfa holdbázis tudományos-fantasztikus sorozatban.
A későbbiekben gyakran utazott Angliából Ausztráliába, és mindkét országban szerepet vállalt. 1979-ben feleségül vette Hazel Butterfieldet, és két gyermekük született.

## Filmográfia

### Tévésorozatok
- Alfa holdbázis (1975–1977) – Alan Carter főpilóta
- Star Trek: Az új nemzedék (1990) – Dirgo
- Hook (1991) – Noodler
- Gyilkos sorok (1996) – Tim Jarvis
- Ötösfogat (1996) – professzor
- JAG – Becsületbeli ügyek (1998) – Jimmy Blackhorse
- Quinn doktornő (1998) – Martin 'Avishominis' Chesterfield
- X-akták (1999) – Dr. Eugene Openshaw
- Halálbiztos diagnózis (2000) – Kennedy kapitány
- Csillagközi szökevények (2003) – R. Wilson Munroe

### Egyéb
- Egy ember az örökkévalóságnak (1966) – fegyvermester
- Ivanhoe (1986, rajzfilm) – Sir Cedric